# Propionaldehid
A propionaldehid, más néven propanal szerves vegyület, három szénatomos telített aldehid, képlete CH3CH2CHO. Színtelen, gyúlékony, enyhén gyümölcsös szagú folyadék. A vegyipar nagy mennyiségben gyártja.

## Előállítása
Iparilag főként az etilén hidroformilezésével gyártják:
CO + H2 + C2H4 → CH3CH2CHO
Ezzel az eljárással évi több százezer tonna mennyiséget állítanak elő.

### Laboratóriumi előállítása
Előállítható 1-propanolnak kénsav és kálium-dikromát keverékével végzett oxidációjával. A visszacsepegő hűtőbe 60 °C-ra melegített vizet kell vezetni, így az el nem reagált propanol kondenzál, de a propionaldehid gőzei távoznak, és a megfelelő gyűjtőben lecsapódnak. Ebben az elrendezésben a keletkezett propionaldehid azonnal távozik a reaktorból, így nem oxidálódik tovább propionsavvá.

## Felhasználása
Elsősorban a trimetiloletán (CH3C(CH2OH)3) előállítására használják, melyet formaldehiddel végzett kondenzációs reakciójával kapnak. Az így nyert triol az alkidgyanták gyártásának fontos köztiterméke. Több ismert aromavegyület (például a ciklámenaldehid) szintéziséhez is felhasználják. További felhasználása a propanollá történő redukció vagy propionsavvá történő oxidáció.

### Laboratóriumi felhasználása
Gyakori reagens, számos vegyület előállításának építőeleme. Terc-Butilaminnal a szerves kémiai szintézisekben építőelemként használt CH3CH2CH=N-t-Bu vegyületet alkot.

## Előfordulása a világűrben
Az akroleinnel együtt kimutatták a Tejútrendszer központi vidékén, a Földtől mintegy 26 ezer fényévre található Sagittarius B2 felhőben.

## Toxicitása
LD50 értéke 1690 mg/kg (szájon át), így akut toxicitása csekély.

## Fordítás
Ez a szócikk részben vagy egészben  a   Propionaldehyde című angol Wikipédia-szócikk ezen változatának fordításán alapul.  Az eredeti cikk szerkesztőit annak laptörténete sorolja fel. Ez a jelzés csupán a megfogalmazás eredetét és a szerzői jogokat jelzi, nem szolgál a cikkben szereplő információk forrásmegjelöléseként.